# SH-04B

docomo STYLE series SH-04B（ドコモ スタイル シリーズ エスエイチ ゼロ ヨン ビー）は、シャープによって開発された、NTTドコモの第三世代携帯電話（FOMA）端末である。docomo STYLE seriesの端末。名称は「おいしいコミュニケーション、甘くとろけるチョコレート　by Q-pot」。

## 概要
SH-04Bは、デザイナーのワカマツ タダアキが手がけるアクセサリーブランド「Q-pot.」とのコラボレーションによって生まれた限定モデル。Melty BitterとMelty Strawberryの2色の合計で1万3000台の限定販売となる。ベースモデルは、IPX5／IPX7等級の防水性能を備えるシャープ製の2009年夏モデル「SH-05A」で、有効約800万画素のCCDカメラや約3インチのフルワイドVGA（480×854ピクセル）NewモバイルASV液晶といった主な仕様はSH-05Aと共通となっている。
最大の特徴は、“甘くとろけるチョコレート”をモチーフにした外観デザインである。背面にはとろけた板チョコのような立体的なパネル、側面や裏面には、チョコレートの包み紙をイメージさせる文字が細かく配されている。
Q-pot.の世界観を表現した、ポップでユニークな「歯」「オバケ」のデザインのコンテンツや、チョコレートやケーキなどのスイーツを模した壁紙なども内蔵している。着せ替えツールデータを始め、デコメ絵文字やバッテリー／電波ピクト、メロディなども独自のものが用意されている。
チョコレートとホイップクリームをデザインしたQ-pot.オリジナルのストラップも同梱する。パッケージも専用の個装箱になっている。
メインカメラには、シャープ独自の画像エンジンのProPixを採用した、800万画素CCDカメラを搭載。ISO12800相当の高感度撮影に対応している。また、広角29mmのワイド撮影や、動き回るペットや子供もなども撮影できるチェイスフォーカス、明るさ補正や逆光補正機能、最大5人までの顔を検出するオートフォーカス、笑顔フォーカスシャッター、振り向きシャッター」などの機能が搭載されている。
ドコモの新サービスには、iコンシェルの拡張、わかりやすい操作説明への取組み、ブルーレイディスクレコーダー連携サービスに対応。その他の新サービスには非対応。
またSH-04とあるが、PROシリーズのSH-04Aの後継という意味ではない。SH-04Aの流れを受け継ぐ機種としてはSH-03Bがある。
限定販売ということもあり、ほとんどの店舗で即日に完売している。
| 主な対応サービス                   | 主な対応サービス                                                    | 主な対応サービス                       | 主な対応サービス                                 |
| ---------------------------------- | ------------------------------------------------------------------- | -------------------------------------- | ------------------------------------------------ |
| タッチパネル                       | FOMAハイスピード7.2Mbps                                             | Bluetooth                              | DCMX／おサイフケータイ                           |
| iアプリオンライン／地図アプリ      | 直感ゲーム／メガiアプリ                                             | iウィジェット                          | マチキャラ／iコンシェル                          |
| ホームU／ポケットU                 | GPS／オートGPS／ケータイお探し                                      | デコメール／デコメ絵文字／デコメアニメ | iチャネル                                        |
| 着もじ                             | テレビ電話／キャラ電                                                | ケータイデータお預かりサービス         | フルブラウザ                                     |
| おまかせロック／バイオ認証         | 外部メモリーへiモードコンテンツ移行／ユーザーデータ一括バックアップ | トルカ                                 | iC通信／iCお引越しサービス                       |
| きせかえツール／ダイレクトメニュー | バーコードリーダ／名刺リーダ                                        | 2in1                                   | エリアメール／ソフトウェアーアップデート自動更新 |
| GSM／3Gローミング（WORLD WING）    | 着うたフル／うた・ホーダイ                                          | Music&Videoチャネル／ビデオクリップ    | デジタルオーディオプレーヤー(AAC)(WMA)           |

## プリインストールアプリ
- ネット辞典
- モバイルGoogleマップ
- 日英版しゃべって翻訳 for SH
- ファミリンクリモコン for AQUOS
- iアバターメーカー
- iD 設定アプリ
- DCMXクレジットアプリ
- モバイルSuica登録用iアプリ
- iアプリバンキング
- FOMA通信環境確認アプリ
- Gガイド番組表リモコン
- 地図アプリ
- マクドナルドトクするアプリ
- 楽オク☆アプリ
- Start! iウィジェット
- SH-MODE INFO
- iWウォッチ
- 株価アプリ
- Google モバイル
- ROID ウィジェット

## 歴史
- 2009年11月10日 - F-01B - F-02B - F-03B - F-04B - L-01B - L-02B - L-03B - N-01B - N-02B - N-03B - P-01B - P-02B - P-03B - SH-01B - SH-02B - SH-03B - SH-04B - SH-05B - SC-01Bの開発を発表。
- 2009年12月9日発売開始